# 22348 Шмайдлер
22348 Шмайдлер (22348 Schmeidler) — астероїд головного поясу, відкритий 24 вересня 1992 року.
Тіссеранів параметр щодо Юпітера — 3,603.